# Koss Porta Pro

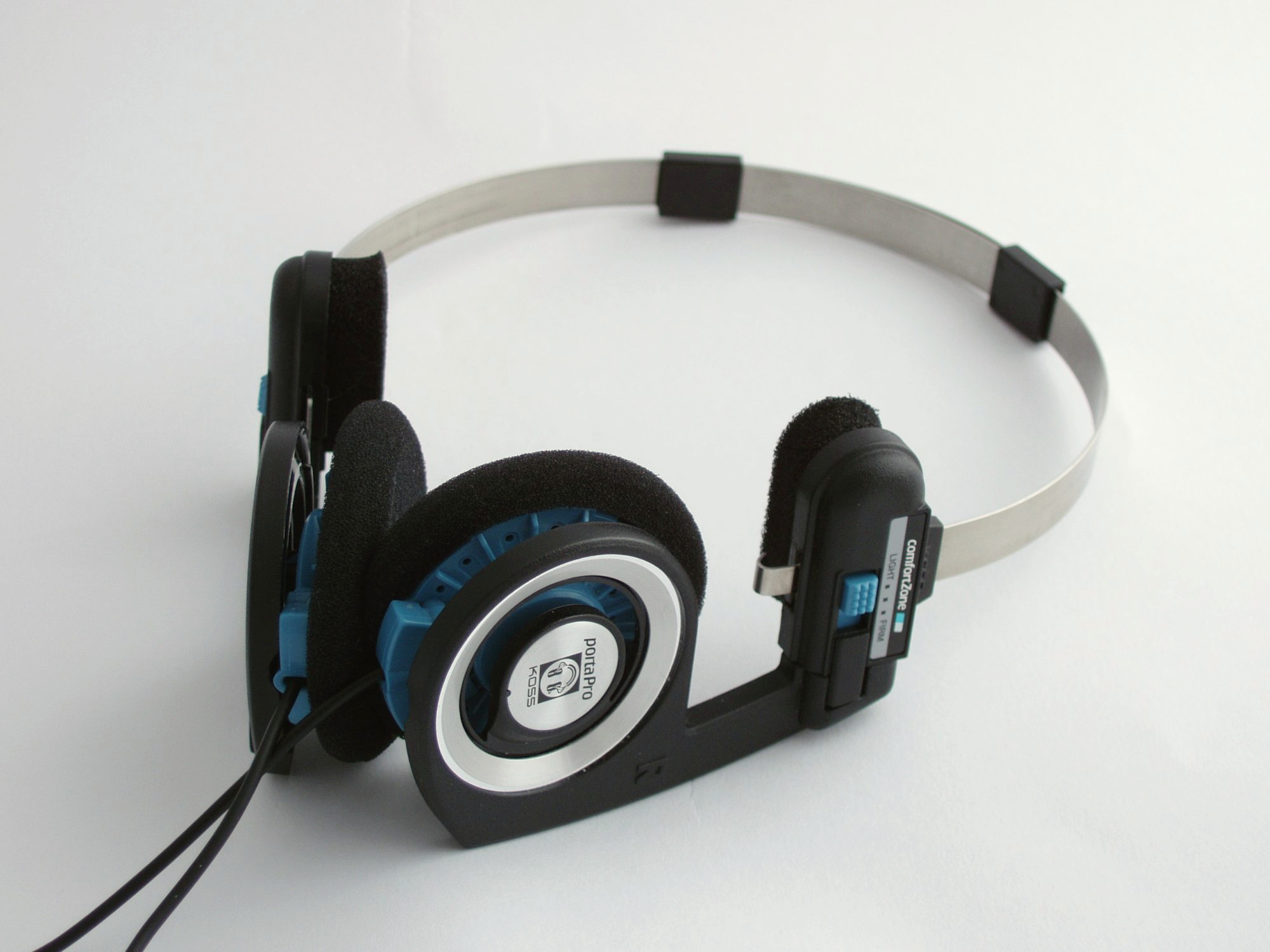
Sluchátka Koss Porta Pro.

Sluchátka Koss Porta Pro  jsou výrobek společnosti Koss. Vzhledem k rozměrům akustického měniče a otevřenému systému mají velmi dobrou kvalitu reprodukce.[zdroj⁠?!] Mají dvě opěrná místa (vlastní sluchadlo a molitanová opěrka nad ušima) a přepínač ComfortZone, kterým lze rozložit tlak na uši a na hlavu.  

## Historie sluchátek
Poprvé se objevil tento model přenosných stereo sluchátek v roce 1984. Dodnes jsou nejžádanějším obchodním artiklem společnosti Koss.

## Popis
Vyrobené jsou z plastu a oceli. Neodymová slitina boru a magnetu ze vzácných zemin dodává sluchátkům vysokou kvalitu zvuku. Ve vakuu uložená kmitající cívka zpřesňuje přenos a vedení signálu pro čistější a jasnější zvuk.[zdroj⁠?!]

## Technické parametry
- Uchycení:	s hlavovým mostem
- Kmitočtový rozsah:	15-25 000 Hz
- Impedance:	60 ohm
- Citlivost:	101 dB / 1 mW
- Zkreslení:	pod 0.2 %
- Délka přívodního kabelu:	1.2 m
- Konektor:	jack 3,5 / 6,3 mm
- Hmotnost:	80 g

## ComfortZone
ComfortZone je systém přichycení sluchátek Koss Porta Pro na hlavě posluchače. Je tvořen párem molitanů uložených nad akustickými měniči. Umožňuje tři stupně přítlaku sluchátek. (LIGHT, MIDDLE, FIRM).
Přítlak je regulován přepínačem. Tento systém je se sluchátky Koss Porta Pro pevně spjatý již od roku 1984.